# 諮詢

咨询的三向关系

諮詢（英語：Consultation）的定義是透過一個助人專業服務的過程，去協助被諮詢者處理個案系統的相關工作或者是管理上的問題，其目標是利用某些特殊的方式來幫助被諮詢者與個案系統。也就是說，個案系統透過中間的媒介─被諮詢者，接受來自諮詢者的間接服務。因此，諮詢是一個提供資訊與建議、問題解決的過程（不涉及被諮詢者的個人問題），分為內部或外部的諮詢者。

## 諮詢服務的本質與目的
諮詢在本質上包含諮詢者、被諮詢者與個案系統，下圖就呈現這三個部分之間的相互關係：

## 諮詢服務的模式與對象
- 心理衛生諮詢（mental health consultation）

| 類型 | 個別諮詢：個案（client）為中心 | 個別諮詢：被諮詢者（consultee）為中心 | 行政諮詢：方案（program）為中心 | 行政諮詢：被諮詢者（consultee）為中心 |
| ---- | ------------------------------ | ------------------------------------- | ------------------------------- | ------------------------------------- |
| 層次 | 個別                           | 個別                                  | 行政                            | 行政                                  |
| 對象 | 個案                           | 被諮詢者                              | 方案                            | 被諮詢者                              |
| 目標 | 促進個案的行為改變             | 改善被諮詢者與個案互動或對其表現      | 使方案能更有效率、成效地被提供  | 提昇被諮詢者在方案中的表現            |

- 社區諮詢（community consultation）
- 跨文化諮詢（cross-cultural consultation）
- 組織諮詢（organizational consultation）或管理諮詢（management consulting）
- 學校諮詢（school consultation）或教育諮詢（educational consultant）
- 父母諮詢（parent consultation）
- 行為諮詢（behavioral consultation）

## 諮詢服務的過程
1. 進入階段（Entry）：探索組織需求（收集資料）、訂立契約、開始進入系統（接觸）、心理涉入系統（建立關係）等。
2. 診斷階段（Diagnosis）：蒐集資料、定義問題、目標設定與規劃可能的介入方案等。
3. 施行階段（Implementation）：選擇一項介入方案、形成計畫、執行計畫、成效評鑑（如方案評估）等。
4. 終止階段（Disengagement）：諮詢過程的評估、諮詢結束之後的計畫、減少涉入與追蹤、終止等。

## 諮詢者（顧問）的角色
在任何的諮詢關係中，諮詢者能夠扮演不同的角色。因此，一個諮詢者所扮演的角色主要視不同的因素而定，例如諮詢者的能力、諮詢者的價值、諮詢者的偏好、被諮詢者的期待與技巧水準、諮詢問題的本質、產生諮詢問題的環境脈絡與系統等。
- 倡導者（Advocate）：此諮詢角色是最具指導性的，為企圖說服被諮詢者去做一些符合諮詢者願望的過程。
- 專家（Expert）：這是諮詢者所扮演之最普遍的角色種類，是由諮詢者提供被諮詢者一些知能、指導或是服務。
- 訓練與教育者（Trainer/Educator）：諮詢者在這角色的扮演中，增進被諮詢者在技巧、知識方面的獲得與成長。
- 合作者（Collaborator）：在助人服務的諮詢中，諮詢者在整個過程中經常會與被諮詢者一起涉入成為問題解決者，但不包括實行（Implementation）的階段。
- 事實發現者（Fact Finder）：此典型的角色是蒐集資料、分析資料，最後並且將結果回饋給被諮詢者獲知。
- 過程專家（process consultant）：這是最不具指導性的角色，諮詢者焦點放在過程中的事件，也就是強調在事情是如何產生的，而不是到底發生了什麼事。

## 諮詢者應具備的有效特質
為促進諮詢的有效性，諮詢者需具備有個人與專業成長的發展方向、人類行為與諮詢的知識、諮詢的技巧等。
- 人際與溝通的技巧或能力
- 問題解決的技巧或能力
- 與組織協調與工作的技巧或能力（如organizational climate）
- 在團體中工作的技巧或能力（如process consultant）
- 處理不同文化的技巧或能力（如organizational culture）
- 倫理與專業行為的技巧或能力
- 其他技巧或能力：腦力激盪、角色分析、立場分析與專案管理（project management）

## 延伸閱讀
- Zins, Joseph E. . Lawrence Erlbaum. 1997. ISBN 0-8058-9869-7.
- Lambert, Nadine M.; Ingrid Hylander, Jonathan H. Sandoval. . Lawrence Erlbaum. 2004. ISBN 0-8058-4463-5.